# Turdus pilaris
- Commons
- Wikispecies

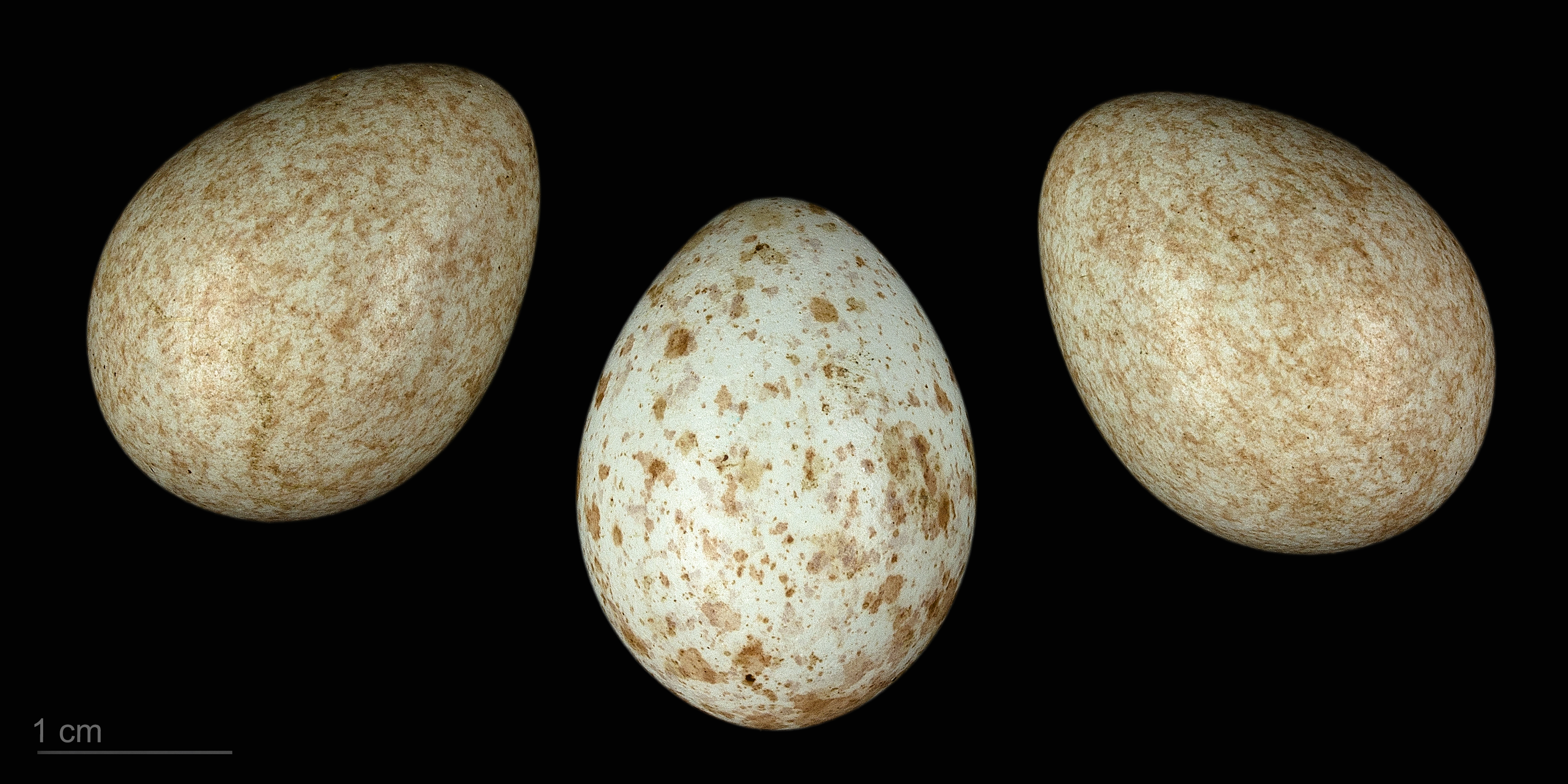
Turdus pilaris - MHNT

O tordo-zornal (Turdus pilaris) é uma ave pertencente ao género Turdus, nativa da Europa e do Médio Oriente.